# ۱۲۱۰ (قمری)
۱۲۱۰ (قمری)، هزار و دویست و دهمین سال در گاهشماری هجری قمری است. اول محرم این سال برابر با هجدهم ژوئیه سال ۱۷۹۵ میلادی است.